# المكير الاسفل (خولان)

تعديل مصدري - تعديل

المكير الاسفل هي إحدى قرى عزلة المكير اللغباء بمديرية خولان التابعة لمحافظة صنعاء، بلغ تعداد سكانها 382 نسمة حسب تعداد اليمن لعام 2004.